# Triclinum sorediatum
Triclinum sorediatum är en lavart som beskrevs av Aptroot & Sparrius. Triclinum sorediatum ingår i släktet Triclinum och familjen Ramalinaceae.   Inga underarter finns listade i Catalogue of Life.